# Grand Junction (Tennessee)
Grand Junction is een plaats (city) in de Amerikaanse staat Tennessee, en valt bestuurlijk gezien onder Fayette County en Hardeman County.

## Demografie
Bij de volkstelling in 2000 werd het aantal inwoners vastgesteld op 301.
In 2006 is het aantal inwoners door het United States Census Bureau geschat op 313, een stijging van 12 (4,0%).

## Geografie
Volgens het United States Census Bureau beslaat de plaats een oppervlakte van
3,1 km², geheel bestaande uit land. Grand Junction ligt op ongeveer 170 m boven zeeniveau.

## Plaatsen in de nabije omgeving
De onderstaande figuur toont nabijgelegen plaatsen in een straal van 24 km rond Grand Junction.